# 冨家政市

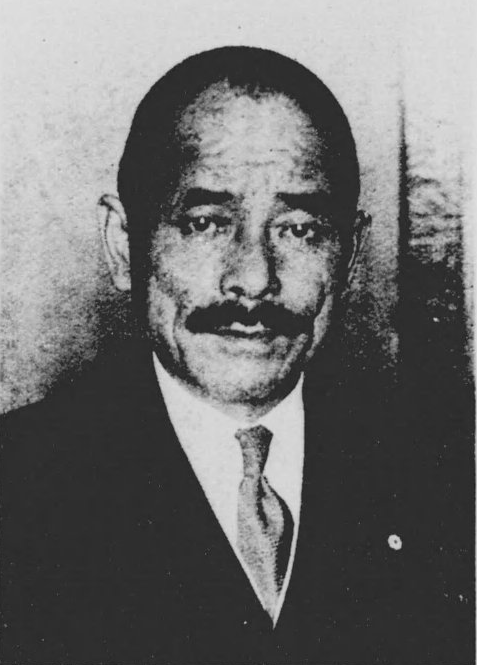
冨家 政市

冨家 政市（ふけ まさいち、1877年（明治10年）8月14日 - 1945年（昭和20年）9月28日）は、大日本帝国陸軍軍人。最終階級は陸軍少将。高松市長。

## 経歴
香川県、現在の高松市出身。香川県尋常中学校卒を経て、1898年（明治31年）11月25日、陸軍士官学校（10期）を卒業。1899年（明治32年）6月27日、陸軍工兵少尉に任官し、1924年（大正13年）2月4日に陸軍少将に至った。その間、陸軍士官学校教官、第3軍兵站電信隊長、工兵第5大隊中隊長、陸軍砲工学校教官、教育総監部工兵監部員、陸軍大学校教官、鉄道連隊附工兵第19大隊長、同第13大隊長を歴任した。少将としては対馬要塞司令官、陸軍科学研究所第1部長を務めた。1928年（昭和3年）8月10日に待命、同月29日予備役に編入された。
1934年（昭和9年）5月27日、高松市長に就任。高松市防護団の編成、近隣町村との合併、戦時下の防災準備などに尽力し、1942年（昭和17年）5月31日に退任した。戦後、公職追放となる。

## 人物
軍人出身であったが、温厚でユーモアに富んだ性格で、高松市民に親しまれた。

## 栄典
位階
- 1902年（明治35年）2月20日 - 従七位[6]

勲章
- 1940年（昭和15年）8月15日 - 紀元二千六百年祝典記念章[7]